# احمس-سات‌کاموس
احمس-سات‌کاموس (انگلیسی: Ahmose-Sitkamose؛ ‏عربی مصری: احمس سات كاموس) یک شاهدخت در مصر باستان در اواخر دوران حکمرانی دودمان هفدهم مصر و اوایل دودمان هجدهم مصر بود.
او احتمالاً تنها فرزند شناخته شده فرعون کاموس باشد. او با عمویش احمس یکم ازدواج کرد و القاب همسر بزرگ سلطنتی و همسر خدای آمون به او داده شد اما آنها هیچ فرزندی نداشتند. به پیروی از سنت مصری، احمس یکم همسران دیگری از جمله خواهرش احمس نفرتاری داشت.
مومیایی سات‌کاموس در سال ۱۸۸۱ در یک گور مخفی در دیر البحری کشف شد. جسد را در تابوت مردی به نام پدی‌آمون که در دوران دودمان بیست و یکم مصر زندگی می‌کرد گذاشته بودند. بسته مومیایی او توسط گستون مسپرو در ۱۹ ژوئن ۱۸۸۶ باز شد. طبق بررسی‌ها، سات‌کاموس هنگام مرگ حدود ۳۰ ساله بود. این شواهدی را تأیید می‌کند که او در سال ۱۸ (۱۵۳۳ قبل از میلاد) مرده است. گرافتن الیوت اسمیت او را به عنوان یک زن قوی هیکل با جثه‌ای تقریباً مردانه توصیف کرد. مومیایی توسط دزدان مقبره آسیب دید. پس از مرگ او، احمس یکم لقب «همسر بزرگ سلطنتی» را به ملکه احمس-حنوت‌تمحو و پس از مرگ او، به احمس نفرتاری، مادر آمنهوتپ یکم اعطا کرد.